# Epiplema tenebrosa
Epiplema tenebrosa är en fjärilsart som beskrevs av George Francis Hampson. Epiplema tenebrosa ingår i släktet Epiplema och familjen Uraniidae. Inga underarter finns listade i Catalogue of Life.